# Източнопомеранска операция
Източнопомеранската операция от 24 февруари до 4 април 1945 година е военна операция в източна Померания на Източния фронт на Втората световна война.
След Висленско-Одерската операция войските на Съветския съюз и Полша създават клин във фронтовата линия срещу Германия и спират настъплението си към Берлин, предприемайки настъпателни действия по фланговете. В Померания те настъпват на север до Балтийско море, след което превземат откъснатия по суша от останалата част от Германия Данциг.